# Клір-Крік (Вісконсин)
Клір-Крік (англ. Clear Creek) — місто (англ. town) в США, в окрузі О-Клер штату Вісконсин. Населення — 778 осіб (2020).

## Демографія
Згідно з переписом 2010 року, у місті мешкала 821 особа в 294 домогосподарствах у складі 239 родин. Було 307 помешкань
Расовий склад населення:
| - 95,7 % — білих - 1,0 % — азіатів - 0,5 % — чорних або афроамериканців - 0,4 % — корінних американців - 0,1 % — вихідців з тихоокеанських островів |

До двох чи більше рас належало 1,6 %. Частка іспаномовних становила 1,5 % від усіх жителів.
За віковим діапазоном населення розподілялося таким чином: 27,5 % — особи молодші 18 років, 60,1 % — особи у віці 18—64 років, 12,4 % — особи у віці 65 років та старші. Медіана віку мешканця становила 40,6 року. На 100 осіб жіночої статі у місті припадало 114,4 чоловіків;  на 100 жінок у віці від 18 років та старших — 112,5 чоловіків також старших 18 років.
Середній дохід на одне домашнє господарство  становив 78 248 доларів США (медіана — 71 667), а середній дохід на одну сім'ю — 85 553 долари (медіана — 81 667). Медіана доходів становила 47 130 доларів для чоловіків та 37 031 долар для жінок. За межею бідності перебувало 2,0 % осіб, у тому числі 0,0 % дітей у віці до 18 років та 5,2 % осіб у віці 65 років та старших.
Цивільне працевлаштоване населення становило 455 осіб. Основні галузі зайнятості: освіта, охорона здоров'я та соціальна допомога — 22,4 %, роздрібна торгівля — 14,5 %, виробництво — 13,8 %.